# Саба (остров)
Са́ба (нидерл. Saba) — остров в Карибском море в составе Северных Подветренных островов (архипелаг Малые Антильские острова) в 46 км юго-западнее острова Святого Мартина, в 32 км северо-западнее Синт-Эстатиуса. Площадь — 13 км². Является особой общиной Нидерландов, которая, однако, не входит ни в одну из нидерландских провинций, а вместе с двумя другими общинами на Малых Антильских островах составляет нидерландское владение Бонайре, Синт-Эстатиус и Саба, также называемое Карибскими Нидерландами.

## География
Остров является вершиной подводного вулкана Маунт-Синери, возвышающегося над водой на 890 метров (самый высокий остров голландских владений региона) и на 1500 метров от уровня дна. Здесь нет рек или постоянных водотоков, а подветренная (западная) сторона суха и поросла лишь зарослями кактусов и сухих кустарников. И в то же время наветренная (восточная) сторона Сабы являет собой резкий контраст с сухим западом — горные склоны здесь поросли пышными лесами с большим количеством древовидных папоротников, пальм, красного дерева, олеандра, гибискуса и орхидей, а под пологом леса гнездится более 60 видов птиц, несколько видов ящериц и древесных лягушек.

## История
Саба была заселена аравакскими племенами более 1300 лет назад. В ходе своего второго путешествия в Новый свет, 13 ноября 1493 года, Христофор Колумб первым из европейцев прошёл близ берега Сабы (высадиться на остров он не решился, поскольку скалистые берега Сабы малоподходящи для такой операции). Голландцы заявили свои права на остров в 1632 году, а первые колонисты прибыли сюда с Синт-Эстатиуса в 1640 году. После окончания Наполеоновских войн в Европе британцы, долгое время удерживавшие остров в своих руках, в 1816 году были вынуждены вернуть его Голландии, и с тех пор он считается одним из самых отдалённых районов этой страны.

## Население
Население 1991 человек (2013). Города — Боттом (административный центр) и Уиндвардсайд (самый крупный город острова), также есть более мелкие поселения. Официальный язык — нидерландский, широко используется также английский язык. Остров населяют потомки голландцев, шотландцев, ирландцев, смешавшихся с африканцами-рабами, а также более поздние переселенцы с различных островов Вест-Индии.

## Экономика
Основной источник дохода — туризм (25 тысяч туристов в год).

## Транспорт
Аэропорт Хуанчо-Ираускин считается международным аэропортом с самой короткой взлётно-посадочной полосой в мире — её длина менее 400 метров, а приземляться здесь разрешено лишь трём типам самолётов. Входит в десятку самых опасных аэропортов мира.

## Галерея

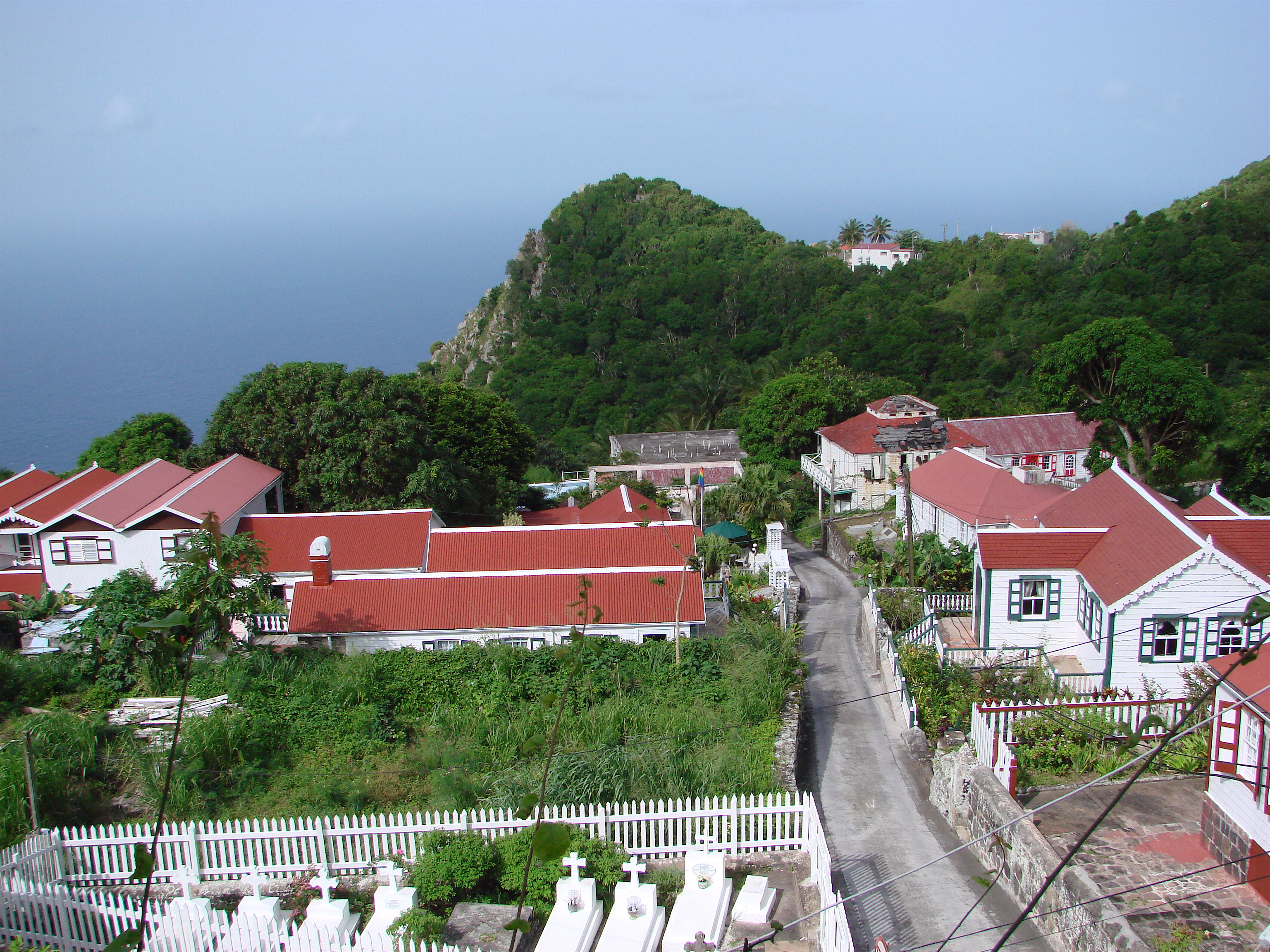
Типичный вид на острове
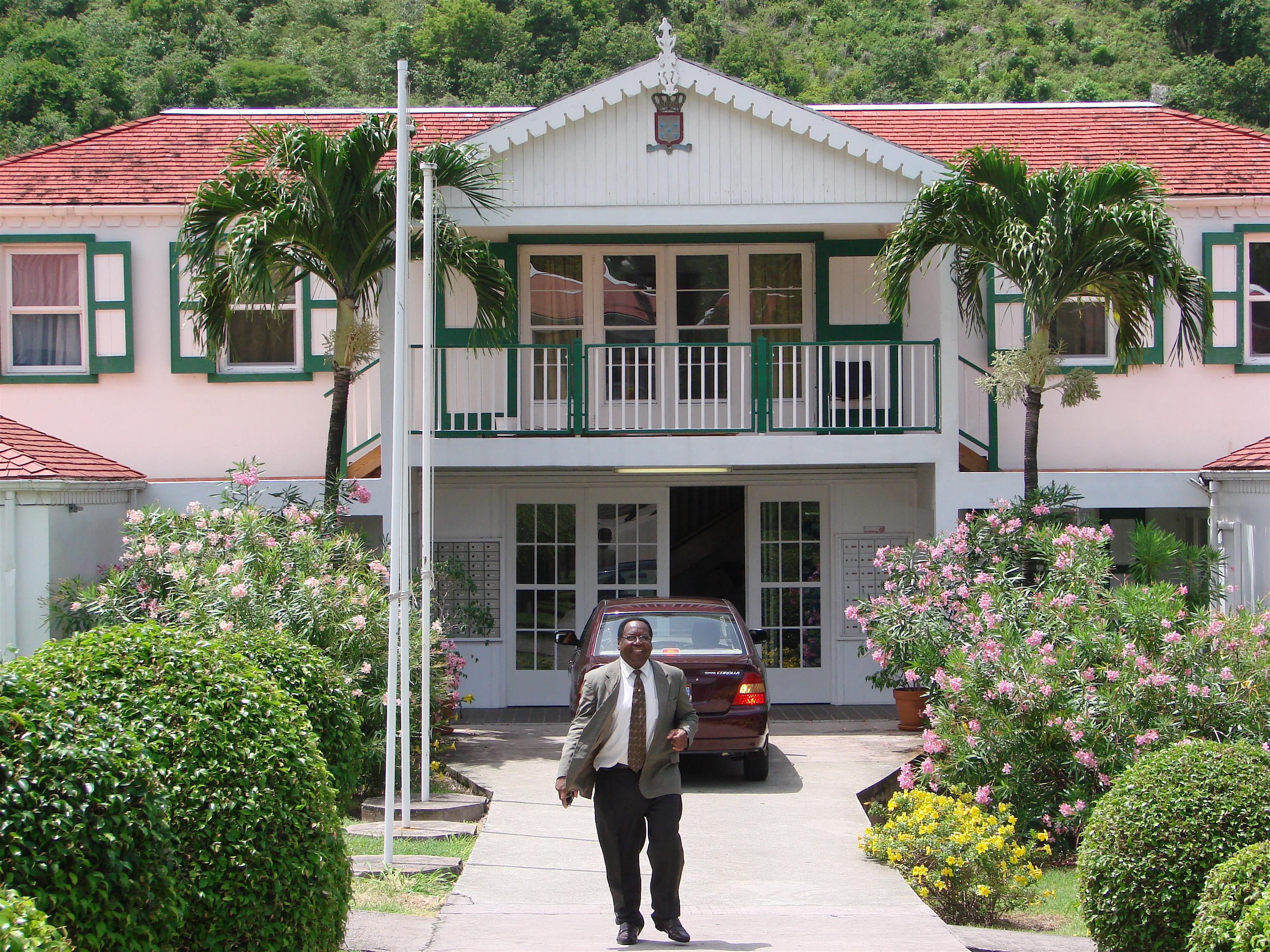
Дом Правительства в городе Боттом
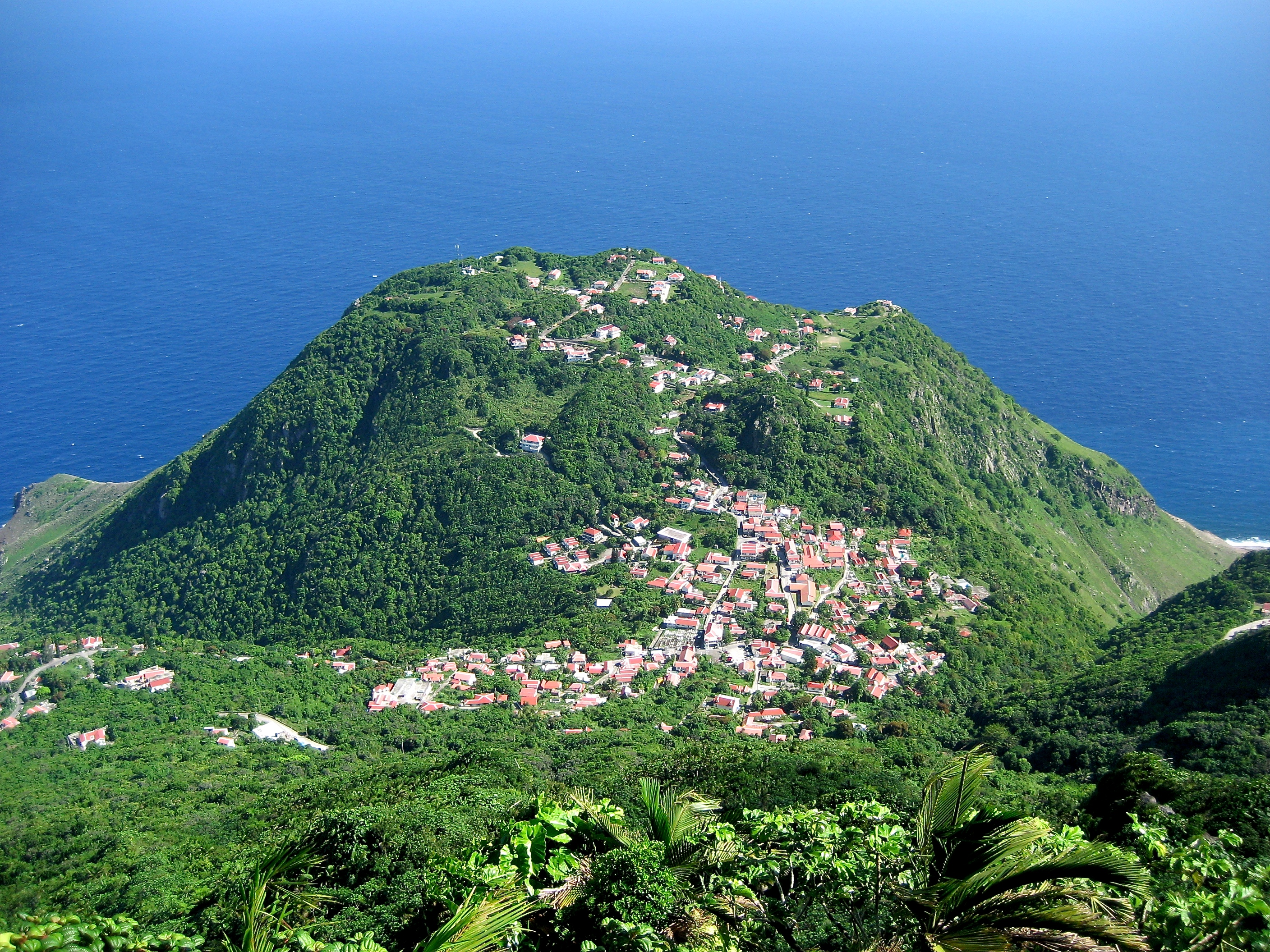
Вид с горы Маунт-Синери